# Spitzenenergie
In der Schweiz bezeichnet der Ausdruck Bandenergie jenen Grundbedarf an Strom, der jeden Tag rund um die Uhr verbraucht wird. In der Schweiz wird die Bandenergie von Kernkraftwerken und Laufkraftwerken an Flüssen geliefert. Dies entspricht dem in Deutschland üblichen Begriff „Grundlast“. Der Anteil am Stromverbrauch, der über die Grundlast hinausgeht, wird in der Schweiz als Spitzenenergie bezeichnet. Für ihn werden in der Schweiz thermische Kraftwerke und vor allem die leicht regulierbaren Speicherkraftwerke in den Alpen eingesetzt. In Deutschland teilt man die Spitzenenergie (der Ausdruck wird dort nicht verwendet) noch einmal auf in Mittellast und Spitzenlast.